# Три Сестры (река)
Три Сестры — река на полуострове Камчатка в России.
Длина реки — 34 км. Протекает по территории Елизовского района Камчатского края.
Берёт исток с западных склонов горы Острая, в верховьях зажата в ущелье между хребтами Стланиковый и Плоский, с выходом на равнину протекает в юго-западном направлении, в низовье сильно меандрирует. Впадает в Тихий океан.
Река Три сестры впадает в одноимённую бухту, которая так в свою очередь названа по трём отдельным камням в своей акватории.

## Данные водного реестра
По данным государственного водного реестра России относится к Анадыро-Колымскому бассейновому округу.
Код водного объекта в государственном водном реестре — 19070000212120000024296.